# Lista de canções gravadas por ABBA

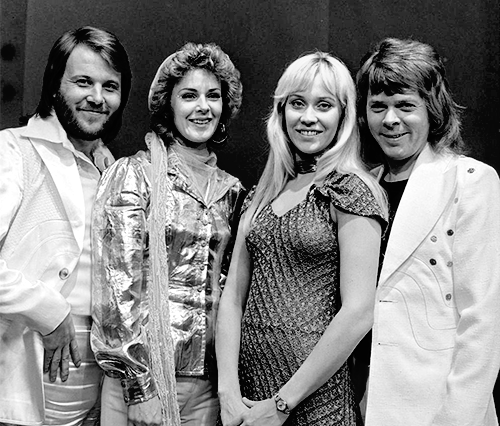
O quarteto em 1974; da esquerda para a direita: Benny Andersson, Anni-Frid Lyngstad, Agnetha Fältskog e Björn Ulvaeus.

A seguir, uma lista organizada alfabeticamente com as canções lançadas pelo grupo de pop rock sueco ABBA, que, em dez anos de carreira, se consolidou como uma das bandas mais proeminentes do mundo, atingindo o sucesso com músicas escritas e produzidas pelos membros Benny Andersson e  Björn Ulvaeus, contando com a colaboração do empresário Stig Anderson em algumas delas.
O quarteto ficou conhecido mundialmente interpretando "Waterloo" no Festival Eurovisão da Canção, vencendo a edição. Benny e Björn, compositores da canção, também já compuseram músicas para outras ocasiões: "She's My Kind of Girl", por exemplo, foi usada no filme Inga II : The Seduction of Inga, enquanto "Bang-A-Boomerang" e "Honey, Honey" foram gravadas por vários outros artistas na época do lançamento original.
No Brasil, diversas canções do grupo ficaram conhecidas através do trabalho da cantora paraguaia Perla, que consagrou-se na década de 70 com a versão em português de "Fernando",[carece de fontes?] e, ao redor do mundo, vários outros artistas também gravaram covers de canções do ABBA. "Dancing Queen", que viria a se tornar o single de maior sucesso do grupo, ganhou versões nas vozes de vários outros artistas como Alanis Morissette, Kylie Minogue e U2.
A música dos suecos também já foi usada em vários programas televisivos como Scrubs, House, M.D., Glee, Community, entre outros. Em 1999, com a criação do musical Mamma Mia!, composto baseado na discografia do grupo, a popularidade do grupo teve enorme crescimento, sucesso que viria a se estender com a adaptação cinematográfica lançada em 2008.

## Canções
| "Al Andar"[a] | Benny Andersson, Björn Ulvaeus, Buddy & Mary McClusky                                                    | Gracias Por La Música               | Agnetha Fältskog | [ 9 ]   |
| "Alley Cat" | Bent Fabricius Bjerre                                                                                    | —                                   | Björn, Benny, Agnetha e Anni-Frid                                                                                                 | [ 10 ]  |
| "Andante, Andante" | Benny Andersson, Björn Ulvaeus                                                                           | Super Trouper                       | Anni-Frid Lyngstad | [ 11 ]  |
| "Andante, Andante" (versão em espanhol) | Benny Andersson, Björn Ulvaeus, Buddy & Mary McClusky                                                    | ABBA Más Oro - Más ABBA Exitos      | Anni-Frid Lyngstad | [ 12 ]  |
| "And The Wind Cries Mary"[b] | Benny Andersson, Björn Ulvaeus                                                                           | —                                   | (instrumental) | [ 13 ]  |
| "Angeleyes" | Benny Andersson, Björn Ulvaeus                                                                           | Voulez-Vous                         | Agnetha e Anni-Frid | [ 14 ]  |
| "Another Town, Another Train" | Benny Andersson, Björn Ulvaeus                                                                           | Ring Ring                           | Björn Ulvaeus | [ 15 ]  |
| "Arrival" | Benny Andersson, Björn Ulvaeus                                                                           | Arrival                             | (instrumental) | [ 16 ]  |
| "As Good as New" | Benny Andersson, Björn Ulvaeus                                                                           | Voulez-Vous                         | Agnetha Fältskog | [ 17 ]  |
| "Bang-A-Boomerang" | Benny Andersson, Stig Anderson, Björn Ulvaeus                                                            | ABBA                                | Agnetha e Anni-Frid | [ 18 ]  |
| "California, Here I Come" | Al Jolson, Bud De Sylva, Joseph Meyer                                                                    | —                                   | Björn, Benny, Agnetha e Anni-Frid                                                                                                 | [ 19 ]  |
| "Cassandra" | Benny Andersson, Björn Ulvaeus                                                                           | The Visitors                        | Anni-Frid Lyngstad | [ 20 ]  |
| "Chiquitita" | Benny Andersson, Björn Ulvaeus                                                                           | Voulez-Vous                         | Agnetha Fältskog | [ 21 ]  |
| "Chiquitita" (versão em espanhol) | Benny Andersson, Björn Ulvaeus, Buddy & Mary McClusky                                                    | Gracias Por La Música               | Agnetha Fältskog | [ 22 ]  |
| "Conociéndome, Conociéndote" | Benny Andersson, Björn Ulvaeus, Buddy & Mary McClusky                                                    | Gracias Por La Música               | Anni-Frid Lyngstad | [ 23 ]  |
| "Crazy World" | Benny Andersson, Björn Ulvaeus                                                                           | ABBA                                | Björn Ulvaeus | [ 24 ]  |
| "¡Dame! ¡Dame! ¡Dame!" | Benny Andersson, Björn Ulvaeus, Buddy & Mary McClusky                                                    | Gracias Por La Música               | Agnetha Fältskog | [ 25 ]  |
| "Dance (While The Music Still Goes On)" | Benny Andersson, Björn Ulvaeus                                                                           | Waterloo                            | Björn, Benny, Agnetha e Anni-Frid                                                                                                 | [ 26 ]  |
| "Dancing Queen" | Benny Andersson, Stig Anderson, Björn Ulvaeus                                                            | Arrival                             | Agnetha e Anni-Frid | [ 27 ]  |
| "Day Before You Came, The" | Benny Andersson, Björn Ulvaeus                                                                           | The Visitors                        | Agnetha Fältskog | [ 28 ]  |
| "Disillusion" | Agnetha Fältskog, Björn Ulvaeus                                                                          | Ring Ring                           | Agnetha Fältskog | [ 29 ]  |
| "Does Your Mother Know" | Benny Andersson, Björn Ulvaeus                                                                           | Voulez-Vous                         | Björn Ulvaeus | [ 30 ]  |
| "Dream World" | Benny Andersson, Björn Ulvaeus                                                                           | Thank You For The Music             | Agnetha e Anni-Frid | [ 31 ]  |
| "Dum Dum Diddle" | Benny Andersson, Björn Ulvaeus                                                                           | Thank You For The Music             | Agnetha e Anni-Frid | [ 32 ]  |
| "Eagle" | Benny Andersson, Björn Ulvaeus                                                                           | The Album                           | Agnetha e Anni-Frid | [ 33 ]  |
| "Elaine" | Benny Andersson, Björn Ulvaeus                                                                           | Super Trouper                       | Agnetha e Anni-Frid | [ 34 ]  |
| "En Karusell" | Benny Andersson, Björn Ulvaeus                                                                           | Pa Svenska                          | Björn Ulvaeus | [ 35 ]  |
| "Estoy Soñando" | Benny Andersson, Björn Ulvaeus, Buddy & Mary McClusky                                                    | Gracias Por La Música               | Anni-Frid Lyngstad | [ 36 ]  |
| "Fanfare For Icehockey World Championships ’81" | Benny Andersson, Björn Ulvaeus                                                                           | —                                   | (instrumental) | [ 37 ]  |
| "Felicidad" | Benny Andersson, Björn Ulvaeus, Buddy & Mary McClusky                                                    | ABBA Oro: Grandes Éxitos            | Agnetha Fältskog | [ 38 ]  |
| "Fernando" | Benny Andersson, Stig Anderson, Björn Ulvaeus                                                            | Arrival                             | Anni-Frid Lyngstad | [ 39 ]  |
| "Fernando" (versão em espanhol) | Benny Andersson, Stig Anderson, Björn Ulvaeus, Buddy & Mary McClusky                                     | Gracias Por La Música               | Anni-Frid Lyngstad | [ 40 ]  |
| "Funky Feet" | Benny Andersson, Björn Ulvaeus                                                                           | —                                   | — | [ 41 ]  |
| "Gimme! Gimme! Gimme! (A Man After Midnight)" | Benny Andersson, Björn Ulvaeus                                                                           | Greatest Hits Vol. 2                | Agnetha Fältskog | [ 42 ]  |
| "Gonna Sing You My Love Song" | Benny Andersson, Björn Ulvaeus                                                                           | Waterloo                            | Anni-Frid Lyngstad | [ 43 ]  |
| "Gracias Por La Música" | Benny Andersson, Björn Ulvaeus, Buddy & Mary McClusky                                                    | Gracias Por La Música               | Agnetha Fältskog | [ 44 ]  |
| "Get On The Carousel" | Benny Andersson, Björn Ulvaeus                                                                           | —                                   | Agnetha e Anni-Frid | [ 45 ]  |
| "Happy Hawaii" | Benny Andersson, Stig Anderson, Björn Ulvaeus                                                            | Arrival                             | Agnetha e Anni-Frid | [ 46 ]  |
| "Happy New Year" | Benny Andersson, Björn Ulvaeus                                                                           | Super Trouper                       | Agnetha Fältskog | [ 47 ]  |
| "Hasta Mañana" | Benny Andersson, Stig Anderson, Björn Ulvaeus                                                            | Waterloo                            | Agnetha Fältskog | [ 48 ]  |
| "Hasta Mañana" (versão em espanhol) | Benny Andersson, Stig Anderson, Björn Ulvaeus, Buddy & Mary McClusky                                     | Gracias Por La Música               | Agnetha Fältskog | [ 49 ]  |
| "He Is Your Brother" | Benny Andersson, Björn Ulvaeus                                                                           | Ring Ring                           | Björn, Benny, Agnetha e Anni-Frid                                                                                                 | [ 50 ]  |
| "Head Over Heels" | Benny Andersson, Björn Ulvaeus                                                                           | The Visitors                        | Agnetha Fältskog | [ 51 ]  |
| "Hey, Hey Helen" | Benny Andersson, Björn Ulvaeus                                                                           | ABBA                                | Agnetha e Anni-Frid | [ 52 ]  |
| "Hole in Your Soul" | Benny Andersson, Björn Ulvaeus                                                                           | The Album                           | Agnetha e Anni-Frid | [ 53 ]  |
| "Honey, Honey" | Benny Andersson, Stig Anderson, Björn Ulvaeus                                                            | Waterloo                            | Björn, Benny, Agnetha e Anni-Frid                                                                                                 | [ 54 ]  |
| "Honey, Honey" (versão em sueco) | Benny Andersson, Stig Anderson, Björn Ulvaeus                                                            | Waterloo                            | Björn, Benny, Agnetha e Anni-Frid                                                                                                 | [ 55 ]  |
| "Hej Gamle Man!" | Benny Andersson, Björn Ulvaeus                                                                           | Thank You for the Music             | Björn e Benny | [ 56 ]  |
| "Hovas Vittne" | Benny Andersson, Björn Ulvaeus, Agnetha Fältskog, Anni-Frid Lyngstad, Rune Söderqvist, Michael B. Tretow | —                                   | Agnetha e Anni-Frid | [ 57 ]  |
| "I Am Just a Girl" | Benny Andersson, Stig Anderson, Björn Ulvaeus                                                            | Ring Ring                           | Björn, Benny, Agnetha e Anni-Frid                                                                                                 | [ 58 ]  |
| "I Am the City" | Benny Andersson, Björn Ulvaeus                                                                           | More ABBA Gold: More ABBA Hits      | Agnetha e Anni-Frid | [ 59 ]  |
| "I Do, I Do, I Do, I Do, I Do" | Benny Andersson, Björn Ulvaeus                                                                           | ABBA                                | Agnetha e Anni-Frid | [ 60 ]  |
| "I Have a Dream" | Benny Andersson, Björn Ulvaeus                                                                           | Voulez-Vous                         | Anni-Frid Lyngstad | [ 61 ]  |
| "I Let the Music Speak" | Benny Andersson, Björn Ulvaeus                                                                           | The Visitors                        | Anni-Frid Lyngstad | [ 62 ]  |
| "I Saw It in the Mirror" | Benny Andersson, Björn Ulvaeus                                                                           | Ring Ring                           | Björn Ulvaeus | [ 63 ]  |
| "I Wonder (Departure)" | Benny Andersson, Stig Anderson, Björn Ulvaeus                                                            | The Album                           | Anni-Frid Lyngstad | [ 64 ]  |
| "I'm a Marionette" | Benny Andersson, Björn Ulvaeus                                                                           | The Album                           | Agnetha e Anni-Frid | [ 65 ]  |
| "I've Been Waiting for You" | Benny Andersson, Stig Anderson, Björn Ulvaeus                                                            | ABBA                                | Agnetha Fältskog | [ 66 ]  |
| "If It Wasn't for the Nights" | Benny Andersson, Björn Ulvaeus                                                                           | Voulez-Vous                         | Agnetha e Anni-Frid | [ 67 ]  |
| "Intermezzo nº 1" | Benny Andersson, Björn Ulvaeus                                                                           | ABBA                                | (instrumental) | [ 68 ]  |
| "I Am An A" | Benny Andersson, Björn Ulvaeus                                                                           | —                                   | Björn, Benny, Agnetha e Anni-Frid                                                                                                 | [ 69 ]  |
| "I'm Still Alive" | Agnetha Fältskog, Björn Ulvaeus                                                                          | —                                   | Agnetha Fältskog | [ 70 ]  |
| "King Has Lost His Crown, The" | Benny Andersson, Björn Ulvaeus                                                                           | Voulez-Vous                         | Anni-Frid Lyngstad | [ 71 ]  |
| "King Kong Song" | Benny Andersson, Björn Ulvaeus                                                                           | Waterloo                            | Björn, Agnetha e Anni-Frid | [ 72 ]  |
| "Kisses of Fire" | Benny Andersson, Björn Ulvaeus                                                                           | Voulez-Vous                         | Agnetha Fältskog | [ 73 ]  |
| "Knowing Me, Knowing You" | Benny Andersson, Stig Anderson, Björn Ulvaeus                                                            | Arrival                             | Anni-Frid Lyngstad | [ 74 ]  |
| "Lady Bird" | Benny Andersson, Björn Ulvaeus                                                                           | —                                   | (instrumental) | [ 75 ]  |
| "La Reina Del Baile"[c] | Benny Andersson, Stig Anderson, Björn Ulvaeus, Buddy & Mary McClusky                                     | ABBA Oro: Grandes Éxitos            | Agnetha e Anni-Frid | [ 76 ]  |
| "Lay All Your Love on Me" | Benny Andersson, Björn Ulvaeus                                                                           | Super Trouper                       | Agnetha Fältskog | [ 77 ]  |
| "Like An Angel Passing Through My Room" | Benny Andersson, Björn Ulvaeus                                                                           | The Visitors                        | Anni-Frid Lyngstad | [ 78 ]  |
| "Love Isn't Easy (But It Sure Is Hard Enough)" | Benny Andersson, Björn Ulvaeus                                                                           | Ring Ring                           | Björn, Benny, Agnetha e Anni-Frid                                                                                                 | [ 79 ]  |
| "Lovelight" | Benny Andersson, Björn Ulvaeus                                                                           | Voulez-Vous                         | Agnetha e Anni-Frid | [ 80 ]  |
| "Lovers (Live a Little Longer)" | Benny Andersson, Björn Ulvaeus                                                                           | Voulez-Vous                         | Anni-Frid Lyngstad | [ 81 ]  |
| "Mamma Mia" | Benny Andersson, Stig Anderson, Björn Ulvaeus                                                            | ABBA                                | Agnetha e Anni-Frid | [ 82 ]  |
| "Mamma Mía" (versão em espanhol) | Benny Andersson, Stig Anderson, Björn Ulvaeus, Buddy & Mary McClusky                                     | Gracias Por La Música               | Agnetha e Anni-Frid | [ 83 ]  |
| "Man in the Middle" | Benny Andersson, Björn Ulvaeus                                                                           | ABBA                                | Björn Ulvaeus | [ 84 ]  |
| "Me and Bobby and Bobby's Brother" | Benny Andersson, Björn Ulvaeus                                                                           | Ring Ring                           | Anni-Frid Lyngstad | [ 85 ]  |
| "Me and I" | Benny Andersson, Björn Ulvaeus                                                                           | Super Trouper                       | Anni-Frid Lyngstad | [ 86 ]  |
| "Medley: Pick a Bale of Cotton/On Top of Old Smokey/Midnight Special)" | (tradicionais, organizadas por) Benny Andersson, Björn Ulvaeus                                           | Thank You For The Music             | Björn, Benny, Agnetha e Anni-Frid (Pick a Bale of Cotton)/Anni-Frid (On Top of Old Smokey)/Agnetha e Anni-Frid (Midnight Special) | [ 87 ]  |
| "Merry-Go-Round" | Benny Andersson, Björn Ulvaeus                                                                           | Ring Ring                           | Björn Ulvaeus | [ 88 ]  |
| "Money, Money, Money" | Benny Andersson, Björn Ulvaeus                                                                           | Arrival                             | Anni-Frid Lyngstad | [ 89 ]  |
| "Move On" | Benny Andersson, Stig Anderson, Björn Ulvaeus                                                            | The Album                           | Agnetha e Björn | [ 90 ]  |
| "My Love, My Life" | Benny Andersson, Stig Anderson, Björn Ulvaeus                                                            | Arrival                             | Agnetha Fältskog | [ 91 ]  |
| "My Mama Said" | Benny Andersson, Björn Ulvaeus                                                                           | Waterloo                            | Agnetha e Anni-Frid | [ 92 ]  |
| "Monsieur, Monsieur" | Benny Andersson, Björn Ulvaeus                                                                           | —                                   | Agnetha Fältskog | [ 93 ]  |
| "Name of the Game, The" | Benny Andersson, Stig Anderson, Björn Ulvaeus                                                            | The Album                           | Agnetha e Anni-Frid | [ 94 ]  |
| "Nina, Pretty Ballerina" | Benny Andersson, Björn Ulvaeus                                                                           | Ring Ring                           | Agnetha e Anni-Frid | [ 95 ]  |
| "No Hay A Quien Culpar" | Benny Andersson, Stig Anderson, Björn Ulvaeus, Buddy & Mary McClusky                                     | ABBA Oro: Grandes Exitos            | Anni-Frid Lyngstad | [ 96 ]  |
| "Nämndöfjärden" | Benny Andersson, Björn Ulvaeus                                                                           | —                                   | (instrumental) | [ 97 ]  |
| "On and On and On" | Benny Andersson, Björn Ulvaeus                                                                           | Super Trouper                       | Agnetha e Anni-Frid | [ 98 ]  |
| "One Man, One Woman" | Benny Andersson, Björn Ulvaeus                                                                           | The Album                           | Anni-Frid Lyngstad | [ 99 ]  |
| "One of Us" | Benny Andersson, Björn Ulvaeus                                                                           | The Album                           | Agnetha Fältskog | [ 100 ] |
| "Our Last Summer" | Benny Andersson, Björn Ulvaeus                                                                           | Super Trouper                       | Anni-Frid Lyngstad | [ 101 ] |
| "People Need Love" | Benny Andersson, Björn Ulvaeus                                                                           | Ring Ring                           | Björn, Benny, Agnetha e Anni-Frid                                                                                                 | [ 102 ] |
| "Piper, The" | Benny Andersson, Björn Ulvaeus                                                                           | Super Trouper                       | Agnetha e Anni-Frid | [ 103 ] |
| "Put On Your White Sombrero" | Benny Andersson, Björn Ulvaeus                                                                           | Super Trouper                       | Anni-Frid Lyngstad | [ 104 ] |
| "Ring Ring" | Benny Andersson, Stig Anderson, Björn Ulvaeus, Neil Sedaka, Phil Cody                                    | Ring Ring                           | Agnetha e Anni-Frid | [ 105 ] |
| "Ring Ring (Bara Du Slog En Signal)" (versão em sueco) | Benny Andersson, Stig Anderson, Björn Ulvaeus                                                            | Ring Ring                           | Agnetha e Anni-Frid | [ 106 ] |
| "Ring Ring" (versão em alemão) | Benny Andersson, Stig Anderson, Björn Ulvaeus, Peter Lach                                                | The Best of ABBA                    | Agnetha e Anni-Frid | [ 107 ] |
| "Ring Ring" (versão em espanhol) | Benny Andersson, Stig Anderson, Björn Ulvaeus, Doris Band                                                | ABBA Más Oro - Más ABBA Exitos      | Agnetha e Anni-Frid | [ 108 ] |
| "Rock Me" | Benny Andersson, Björn Ulvaeus                                                                           | ABBA                                | Björn Ulvaeus | [ 109 ] |
| "Rock'n Roll Band" | Benny Andersson, Björn Ulvaeus                                                                           | Ring Ring                           | Björn e Benny | [ 110 ] |
| "Santa Rosa" | Benny Andersson, Björn Ulvaeus                                                                           | Ring Ring                           | Björn e Benny | [ 111 ] |
| "Se Me Está Escapando" | Benny Andersson, Stig Anderson, Björn Ulvaeus, Buddy & Mary McClusky                                     | ABBA Oro: Grandes Éxitos            | Agnetha Fältskog | [ 112 ] |
| "She's My Kind of Girl" | Benny Andersson, Björn Ulvaeus                                                                           | Ring Ring                           | Björn e Benny | [ 113 ] |
| "Should I Laugh or Cry" | Benny Andersson, Björn Ulvaeus                                                                           | The Visitors                        | Anni-Frid Lyngstad | [ 114 ] |
| "Sitting In The Palmtree" | Benny Andersson, Björn Ulvaeus                                                                           | Waterloo                            | Björn Ulvaeus | [ 115 ] |
| "Slipping Through My Fingers" | Benny Andersson, Björn Ulvaeus                                                                           | The Visitors                        | Agnetha Fältskog | [ 116 ] |
| "Soldiers" | Benny Andersson, Björn Ulvaeus                                                                           | The Visitors                        | Agnetha Fältskog | [ 117 ] |
| "So Long" | Benny Andersson, Björn Ulvaeus                                                                           | ABBA                                | Agnetha e Anni-Frid | [ 118 ] |
| "SOS" | Benny Andersson, Björn Ulvaeus                                                                           | ABBA                                | Agnetha Fältskog | [ 119 ] |
| "Summer Night City" | Benny Andersson, Björn Ulvaeus                                                                           | Voulez-Vous                         | Björn, Benny, Agnetha e Anni-Frid                                                                                                 | [ 120 ] |
| "Super Trouper" | Benny Andersson, Björn Ulvaeus                                                                           | Super Trouper                       | Anni-Frid Lyngstad | [ 121 ] |
| "Suzy-Hang-Around" | Benny Andersson, Björn Ulvaeus                                                                           | Waterloo                            | Benny Andersson | [ 122 ] |
| "Take a Chance on Me" | Benny Andersson, Björn Ulvaeus                                                                           | The Album                           | Agnetha e Anni-Frid | [ 123 ] |
| "Thank You for the Music" | Benny Andersson, Björn Ulvaeus                                                                           | The Album                           | Agnetha Fältskog | [ 124 ] |
| "That's Me" | Benny Andersson, Stig Anderson, Björn Ulvaeus                                                            | Arrival                             | Agnetha e Anni-Frid | [ 125 ] |
| "Tiger" | Benny Andersson, Björn Ulvaeus                                                                           | Arrival                             | Agnetha e Anni-Frid | [ 126 ] |
| "Tivedshambo" | Stig Anderson                                                                                            | —                                   | (instrumental) | [ 127 ] |
| "To Live With You" | Benny Andersson, Stig Anderson, Björn Ulvaeus, Ernie Sheldon                                             | Lycka[d]                            | Björn Ulvaeus | [ 128 ] |
| "Tropical Loveland" | Benny Andersson, Stig Anderson, Björn Ulvaeus                                                            | ABBA                                | Anni-Frid Lyngstad | [ 129 ] |
| "Two for the Price of One" | Benny Andersson, Björn Ulvaeus                                                                           | The Visitors                        | Björn Ulvaeus | [ 130 ] |
| "Under Attack" | Benny Andersson, Björn Ulvaeus                                                                           | The Visitors                        | Agnetha Fältskog | [ 131 ] |
| "Under My Sun" | Benny Andersson, Björn Ulvaeus                                                                           | —                                   | Agnetha Fältskog | [ 132 ] |
| "Visitor, The" | Benny Andersson, Björn Ulvaeus                                                                           | The Visitors                        | Anni-Frid Lyngstad | [ 133 ] |
| "Voulez-Vous" | Benny Andersson, Björn Ulvaeus                                                                           | Voulez-Vous                         | Agnetha e Anni-Frid | [ 134 ] |
| "Watch Out" | Benny Andersson, Björn Ulvaeus                                                                           | Waterloo                            | Björn Ulvaeus | [ 135 ] |
| "Waterloo" | Benny Andersson, Stig Anderson, Björn Ulvaeus                                                            | Waterloo                            | Agnetha e Anni-Frid | [ 136 ] |
| "Waterloo" (versão em alemão) | Benny Andersson, Stig Anderson, Björn Ulvaeus, Gerd Müller-Schwanke                                      | 30th Anniversary Original Album Box | Agnetha e Anni-Frid | [ 137 ] |
| "Waterloo" (versão em francês) | Benny Andersson, Stig Anderson, Björn Ulvaeus, Alain Boublil                                             | 30th Anniversary Original Album Box | Agnetha e Anni-Frid | [ 138 ] |
| "Waterloo" (versão em sueco) | Benny Andersson, Stig Anderson, Björn Ulvaeus                                                            | Waterloo                            | Agnetha e Anni-Frid | [ 139 ] |
| "Way Old Friends Do, The" | Benny Andersson, Björn Ulvaeus                                                                           | Super Trouper                       | Björn, Benny, Agnetha e Anni-Frid                                                                                                 | [ 140 ] |
| "Wer Im Wartesaal Der Liebe Steht" | Benny Andersson, Björn Ulvaeus, Fred Jay                                                                 | 30th Anniversary Original Album Box | Björn Ulvaeus | [ 141 ] |
| "What About Livingstone" | Benny Andersson, Björn Ulvaeus                                                                           | Waterloo                            | Agnetha e Anni-Frid | [ 142 ] |
| "When All Is Said And Done" | Benny Andersson, Björn Ulvaeus                                                                           | The Visitors                        | Anni-Frid Lyngstad | [ 143 ] |
| "When I Kissed the Teacher" | Benny Andersson, Björn Ulvaeus                                                                           | Arrival                             | Agnetha Fältskog | [ 144 ] |
| "Why Did It Have To Be Me" | Benny Andersson, Björn Ulvaeus                                                                           | Arrival                             | Björn, Agnetha e Anni-Frid | [ 145 ] |
| "Winner Takes It All, The" | Benny Andersson, Björn Ulvaeus                                                                           | Super Trouper                       | Agnetha Fältskog | [ 146 ] |
| "You Owe Me One" | Benny Andersson, Björn Ulvaeus                                                                           | Thank You For The Music             | Anni-Frid Lyngstad | [ 147 ] |
| "Åh, Vilka Tider" | Benny Andersson, Björn Ulvaeus                                                                           | 30th Anniversary Original Album Box | Björn Ulvaeus | [ 148 ] |
| "—" São canções que foram feitas, escritas, produzidas ou até mesmo interpretadas, mas só ficaram registradas pela Polar Music, atual Universal Music Group. Mas que contém direitos autorais. Os motivos para o não lançamento podem ser vários, como a negação pela gravadora e/ou pela artista por ser não boa o suficiente, ou podem ficar arquivadas até para uma utilização comercial sem data prevista. | |                                     | |         |

### ABBA Undeleted
"ABBA Undeleted" é um medley de canções do ABBA que dura 23m20s e foi publicado em todo o mundo através de dois álbuns: Thank You for the Music e The Complete Studio Recordings. Contém fragmentos de 16 canções que nunca foram lançadas em um álbum e uma delas é uma versão em outro idioma. Os fragmentos são unidos por diálogos entre os membros da equipe e participantes.
| #      | Título                       | Compositor(es)                                | Vocalista principal                                 | Ref.    |
| ------ | ---------------------------- | --------------------------------------------- | --------------------------------------------------- | ------- |
| 1      | "Scaramouche"                | Benny Andersson, Björn Ulvaeus                | (instrumental)                                      | [ 149 ] |
| 2      | "Summer Night City"          | Benny Andersson, Björn Ulvaeus                | Björn, Benny, Agnetha e Anni-Frid                   | [ 150 ] |
| 3      | "Take A Chance On Me"        | Benny Andersson, Björn Ulvaeus                | (instrumental)                                      | [ 151 ] |
| 4      | "Baby"                       | Benny Andersson, Björn Ulvaeus                | Agnetha Fältskog                                    | [ 152 ] |
| 5      | "Just a Notion"              | Benny Andersson, Björn Ulvaeus                | Agnetha e Anni-Frid                                 | [ 153 ] |
| 6      | "Rikky Rock'n Roller"        | Benny Andersson, Björn Ulvaeus                | Agnetha e Anni-Frid                                 | [ 154 ] |
| 7      | "Burning My Bridges"         | Benny Andersson, Björn Ulvaeus                | Björn Ulvaeus                                       | [ 155 ] |
| 8      | "Fernando" (versão em sueco) | Benny Andersson, Stig Anderson, Björn Ulvaeus | Anni-Frid Lyngstad                                  | [ 156 ] |
| 9      | "Here Comes Rubie Jamie"     | Benny Andersson, Björn Ulvaeus                | Björn e Anni-Frid                                   | [ 157 ] |
| 10/ 11 | "Hamlet III Parts 1 & 2"     | Benny Andersson, Björn Ulvaeus                | Parte 1: instrumental; Parte 2: Agnetha e Anni-Frid | [ 158 ] |
| 12     | "Free As A Bumble Bee"       | Benny Andersson, Björn Ulvaeus                | Björn e Benny                                       | [ 159 ] |
| 13     | "Rubber Ball Man"            | Benny Andersson, Björn Ulvaeus                | Agnetha e Anni-Frid                                 | [ 160 ] |
| 14     | "Crying Over You"            | Benny Andersson, Björn Ulvaeus                | Björn Ulvaeus                                       | [ 161 ] |
| 15     | "Just Like That"             | Benny Andersson, Björn Ulvaeus                | Agnetha Fältskog                                    | [ 162 ] |
| 16     | "Givin' A Little Bit More"   | Benny Andersson, Björn Ulvaeus                | Björn Ulvaeus                                       | [ 163 ] |